# 葉夫根尼·唐斯柯伊

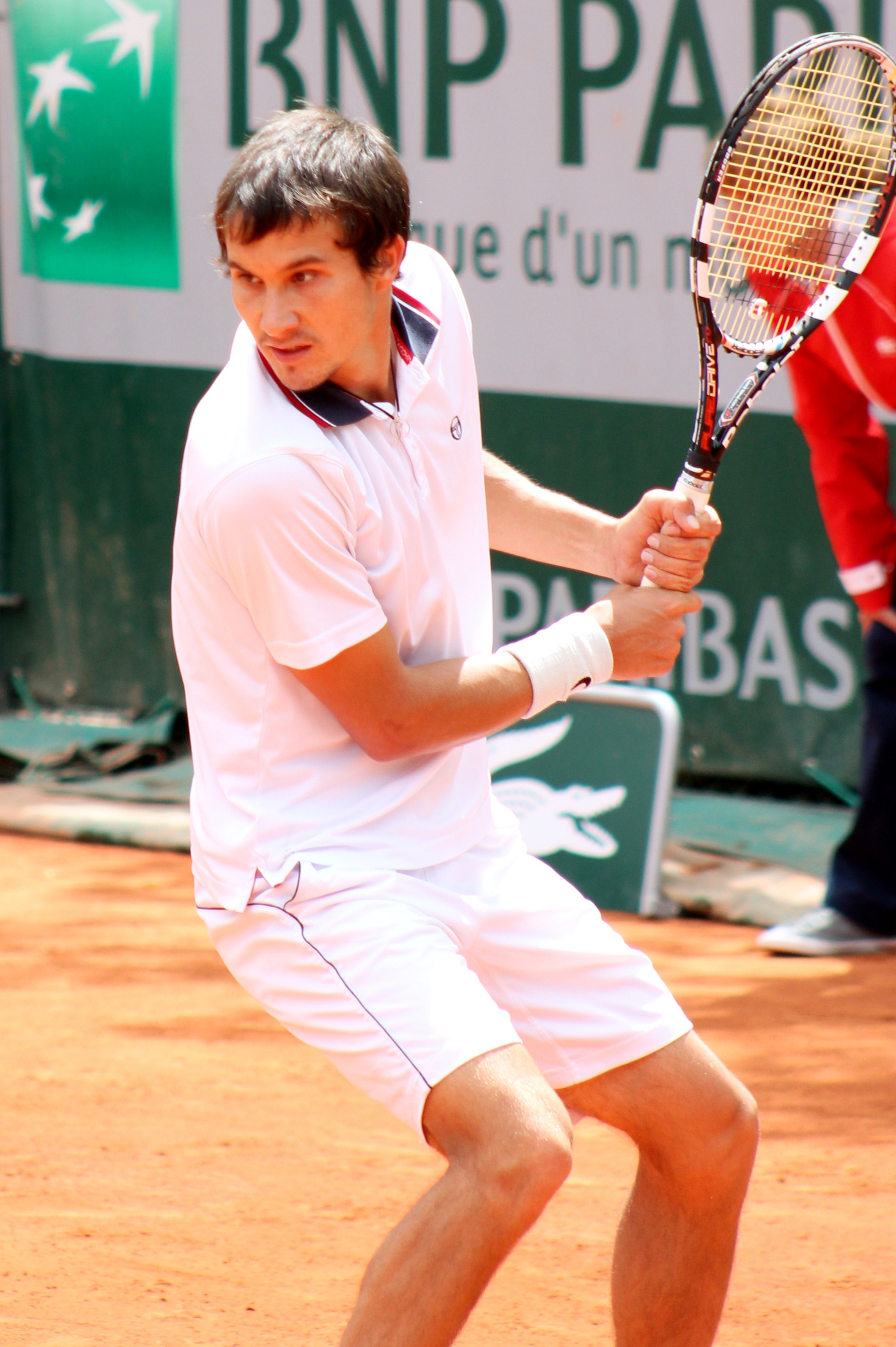
叶夫根尼·东斯科伊

叶夫根尼·叶夫根耶维奇·东斯科伊（俄语：Евгений Евгеньевич Донской，羅馬化：Evgeny Evgenyevich Donskoy，1990年5月9日—）是俄羅斯的一位網球運動員。他現在參加ATP挑戰巡迴賽的賽事。他出生並且現在居住在莫斯科。在2013年的澳大利亞網球公開賽上，他打進第三輪賽事。

## 外部連結
- 葉夫根尼·唐斯柯伊（英文/西班牙文）的官方資料
- 葉夫根尼·唐斯柯伊的官方资料
- 葉夫根尼·唐斯柯伊的官方資料（英文）